# Templo Viejo
Templo Viejo är en ort i Mexiko.   Den ligger i kommunen Santa Cruz Zenzontepec och delstaten Oaxaca, i den sydöstra delen av landet, 400 km sydost om huvudstaden Mexico City. Templo Viejo ligger 827 meter över havet och antalet invånare är 157.
Terrängen runt Templo Viejo är kuperad söderut, men norrut är den bergig. Runt Templo Viejo är det ganska tätbefolkat, med 56 invånare per kvadratkilometer. Närmaste större samhälle är El Limoncillo, 6,8 km norr om Templo Viejo. Omgivningarna runt Templo Viejo är huvudsakligen savann.